# Augustinus Terwesten
Augustinus Terwesten (I) (Den Haag, 4 mei 1649 – Berlijn, 21 januari 1711) was een Nederlands schilder, graveur en tekenaar behorend tot de Hollandse School.
Hij was een broer van Elias en Mattheus Terwesten en was van 1664 tot 1690 werkzaam in zijn geboortestad Den Haag, waar hij les kreeg van Willem Doudijns en Willem Nicolaes. Omstreeks het Rampjaar 1672 vertrok hij via Duitsland naar Rome, waar hij ongeveer drie jaar verbleef. In 1677 keerde hij via Venetië, Frankrijk en Engeland terug naar Den Haag, waar hij in 1678 aankwam. Omstreeks 1682 (?) richtte hij samen met een aantal andere Haagse schilders de tekenacademie van de Confrerie Pictura op. Op 12 april 1692 werd hij in dienst genomen als hofschilder door keurvorst Frederik III van Brandenburg, de latere koning in Pruisen. In 1696 was hij een van de medeoprichters van de Berlijnse kunstacademie.
Terwesten was leraar van zijn beide broers, Ezaias en Mattheus, maar ook van Frans Beeldemaker, Nikolaus Bruno Belau, Andries Bertoen, Jacobus Bisschop, Nicolaes Hooft, Cornelis Michiarus en een zekere Sandbeeck.
Van Terwesten zijn onder meer bekend: allegorieën, historiestukken, portretten en architectuurstukken.
- Biografisch Portaal: 69271477
- Gemeinsame Normdatei: 119382148
- International Standard Name Identifier: 0000 0000 6677 4405
- Library of Congress Control Number: nr97044432
- Nederlandse Thesaurus van Auteursnamen: 09352790X
- RKD-Nederlands Instituut voor Kunstgeschiedenis: 76871
- Union List of Artist Names: 500000040
- Virtual International Authority File: 50034960
- WorldCat: E39PBJjRYrP467FGQhJKJGw3cP